# 濃姫まつり

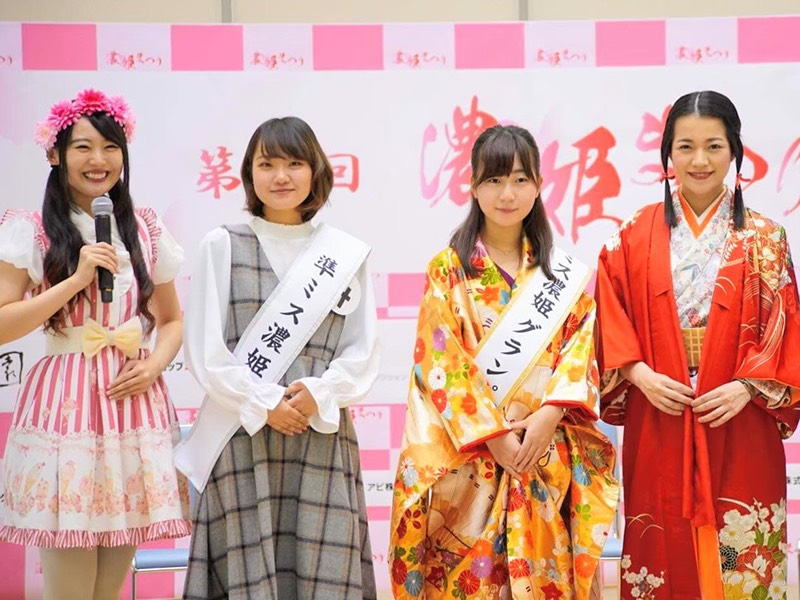
2019年11月23日第1回濃姫まつり

濃姫まつり（のうひめまつり）は、2019年から行なわれている岐阜県岐阜市の祭り。男性が主役のぎふ信長まつり、道三まつりに対して、女性が主役の祭りとして開催されている。

## 開催の経緯
岐阜市ではぎふ信長まつり（2019年時点で63回）や道三まつり（同47回）が長年に渡って開催されているが、いずれも武将にスポットを当てたものであるため、女性が主役の祭りとして濃姫まつりが企画された。祭りの名前は、織田信長の妻で、斎藤道三の娘である濃姫にちなんで名付けられた。2019年11月に第1回が行われ、第2回以降は2021年以降の3月に開催されている。

## 開催時期
- 第1回：2019年11月23日[8]
- 第2回以降：2021年以降の毎年3月[5][6][注 1]

## 催し物

### 第1回
第1回は岐阜市内のマーサ21と柳ケ瀬商店街で開催され、以下の企画が行なわれた。

#### マーサ21会場
濃姫にちなんだものとして、次回以降の濃姫まつりへの出演やPRを行う女性を決める「ミス濃姫コンテスト」や濃姫のキャラクターのグランプリ投票が行われ、他にマジックショーや子供向けの出店が行われた。

#### 柳ケ瀬会場
女性が出演するものとして、濃姫が得意だったとされるなぎなたの演武パフォーマンスや女性書家によるパフォーマンス、アイドルグループのライブが行われ、濃姫をイメージしたスイーツの販売も行われた。

### 第2回以降
- 第2回は、新型コロナウイルスの感染拡大防止のためにオンラインと併用で行なわれた[9]。
- 第3回では、岐阜市出身のシンガー・ソングライターであるMEGAHORNが作詞作曲した公式ソングが作成された[10]。